# Ikea Kungens kurva

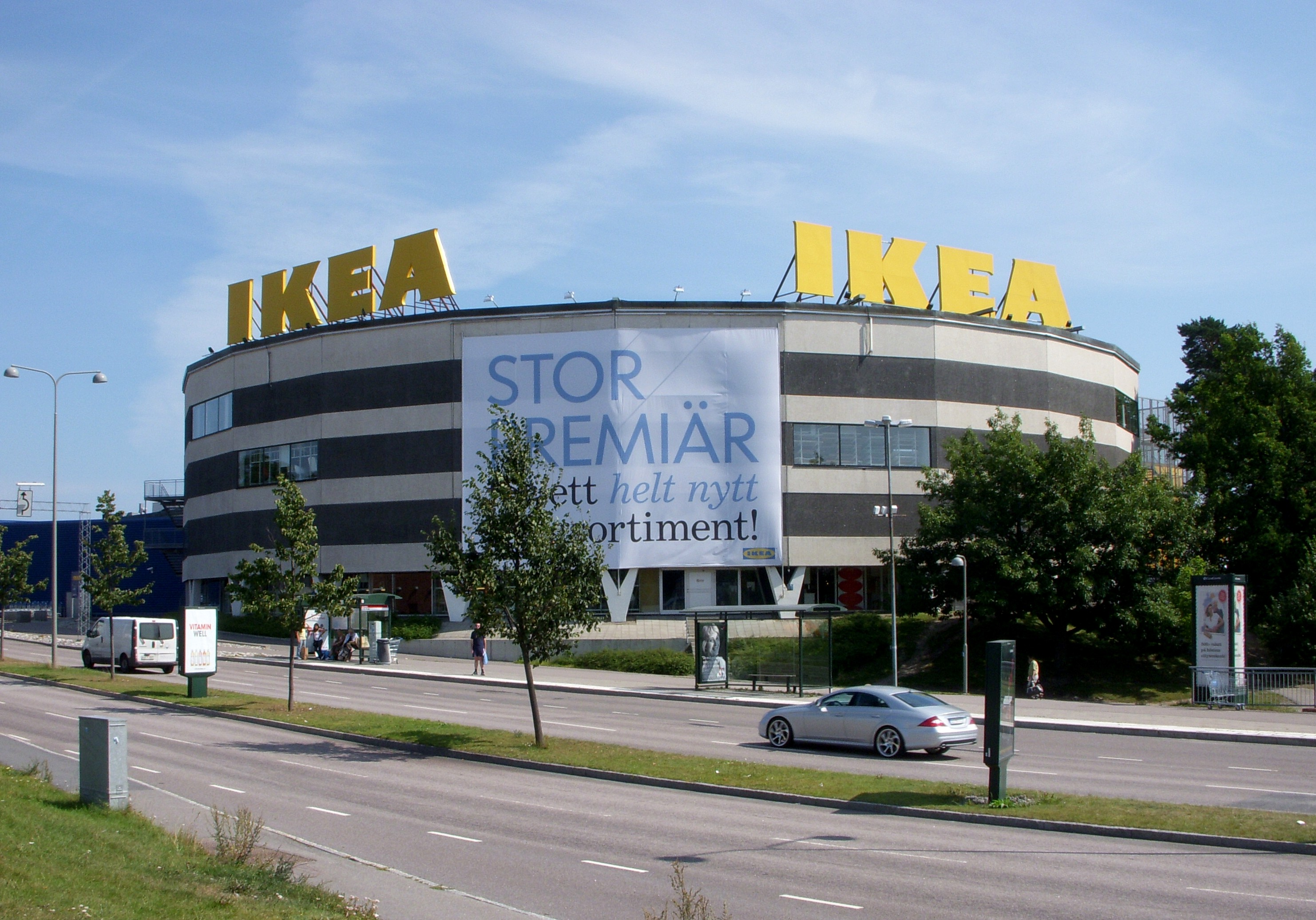
Ikea Kungens kurva med den rundade delen i augusti 2009.

Ikea Kungens kurva är Ikeas andra uppförda svenska möbelvaruhus efter varuhuset i Älmhult. Det öppnade 18 juni 1965 vid Kungens kurva i Huddinge kommun och var, efter en om- och tillbyggnad 2000–2002, till ytan (2014) världens näst största Ikeavaruhus. Exteriören på den runda ursprungliga delen, som utseendemässigt inspirerades av Guggenheimmuseet i New York, är inte k-märkt, men representerar enligt Stockholms läns museum ett "högt kulturhistoriskt värde".

## Historia

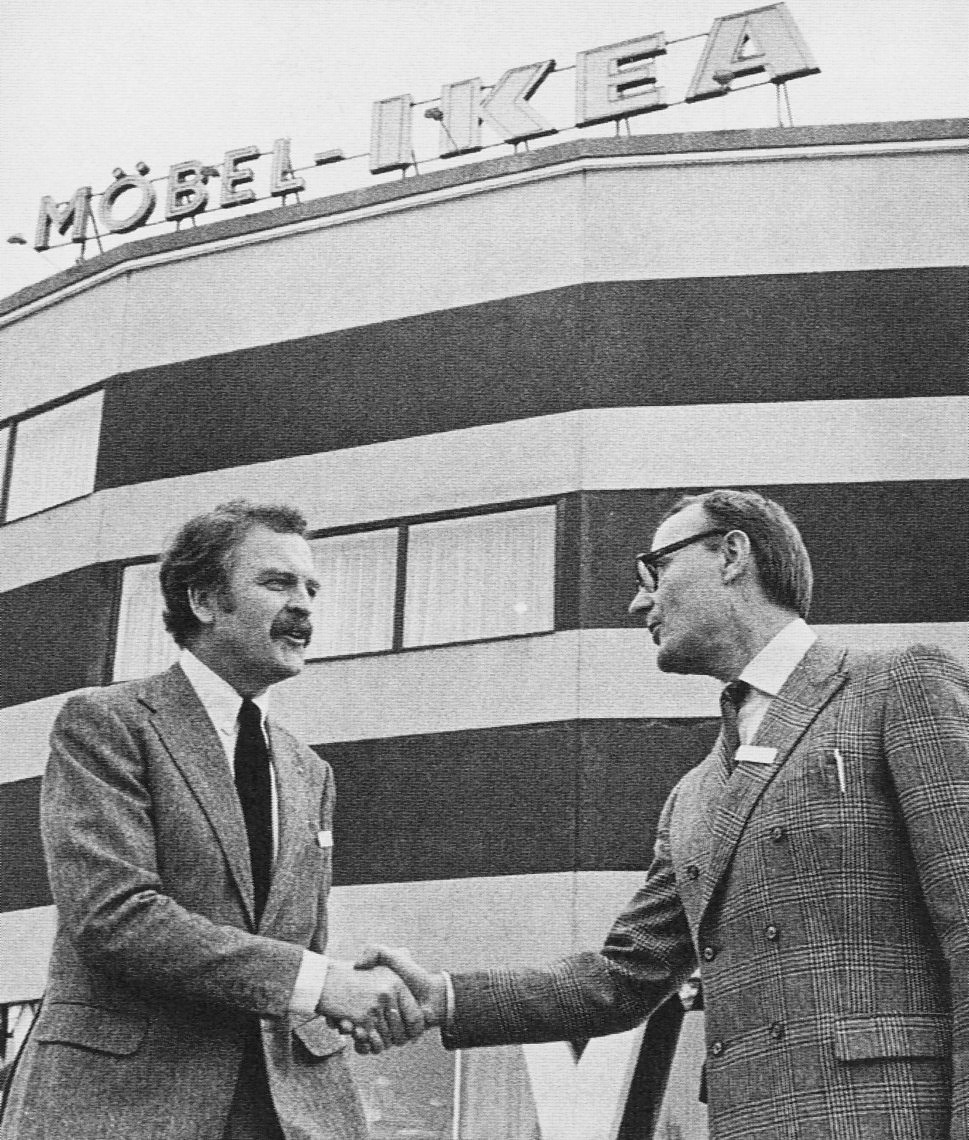
Första varuhuschefen Hans Ax (till vänster) och Ingvar Kamprad,1965

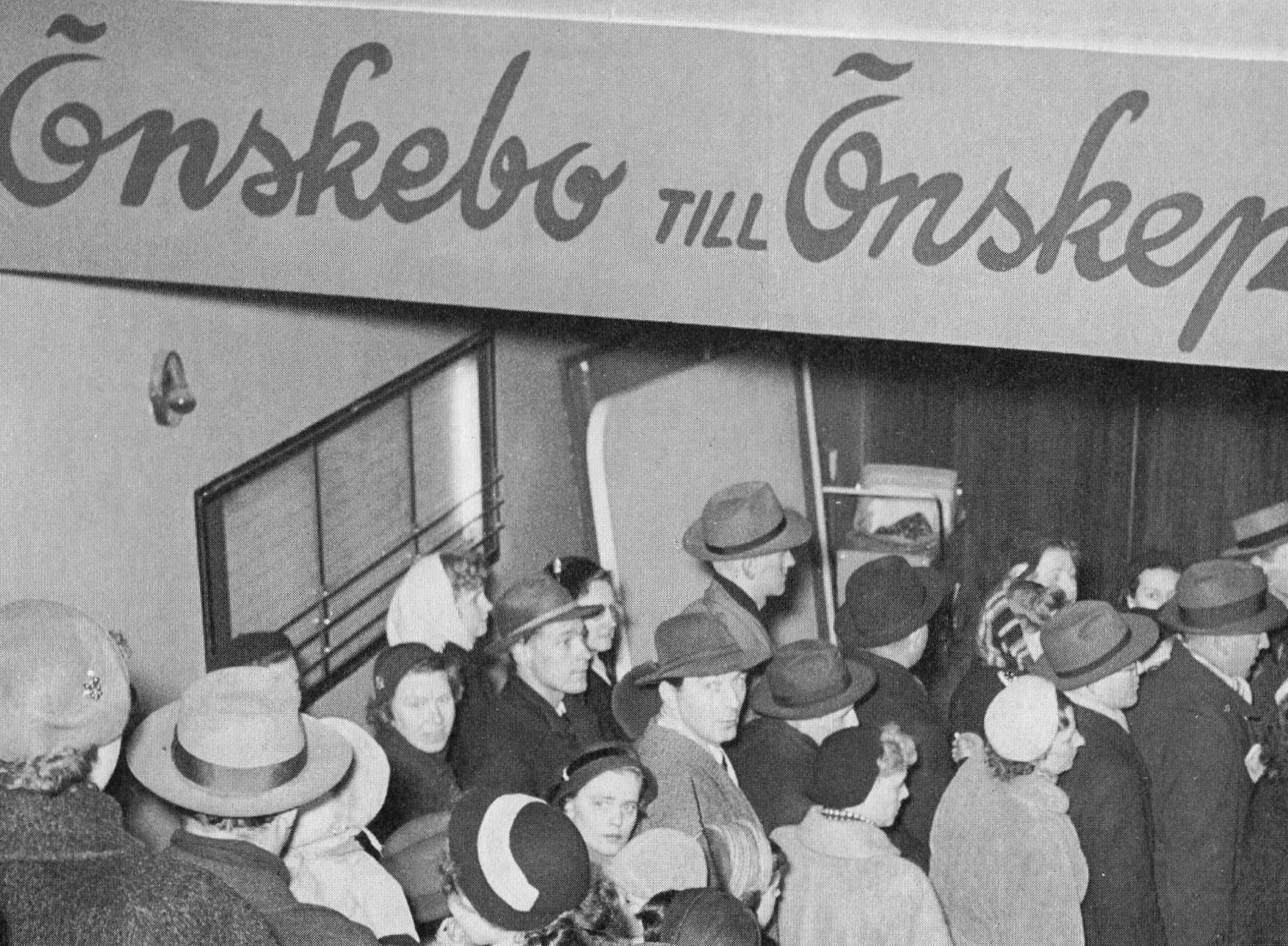
Försäljningsställe, Kungsgatan, 1950-tal

Platsen för Ikea Kungens kurva är nära det vid uppförandet nya Skärholmens centrum, tvärs över motorvägen E4, med närhet till motorväg, ett stort förortscentrum och med ett stort kundunderlag i Stockholmsregionen.
På tidigt 1950-tal, före etableringen vid det framtida Kungens kurva, hade Ikea bara ett mindre försäljningsställe i Kungshuset vid Kungsgatan i Stockholms innerstad. Här skyltades med "IKÉA visar SMÅLANDSMÖBLER" och "Önskebo till Önskepris". Kunderna kunde se och känna på ett urval av möbler och beställa dem men inte köpa på plats.
Ikeavaruhuset byggdes i ett skogsområde i Huddinge kommun. Produktionskostnad var 17 miljoner kronor, totalytan 45 800 m² med en utställningsyta på 5 600 m². Arkitekt var dåvarande stadsarkitekten i Ljungby, Claes Knutson. Den karakteristiska runda formgivningen av huvudbyggnaden hade sin förebild i Guggenheimmuseet i New York. Anledningen var att möbler skulle kunna bättre exponeras i en byggnad utan hörn.
Utställningsytan bestod av fyra helplan vid ytterväggarna, med tre halvplan i byggnadens centrum, med trappor och rulltrappor emellan. Väggar saknades, varför allt lätt kunde överblickas. Anläggningens första chef var Hans Ax. Till invigningen den 18 juni 1965 kom 28 000 människor, delvis lockade av omsfria inköp.[källa behövs] På Ikea vid Kungens kurva prövades även en rad nyheter, bland annat lekhörnan med bollrummet vid entrén och en egen restaurang med småländsk husmanskost. Självbetjäning med tag-själv-lager slog igenom helt.

### Historiska bilder

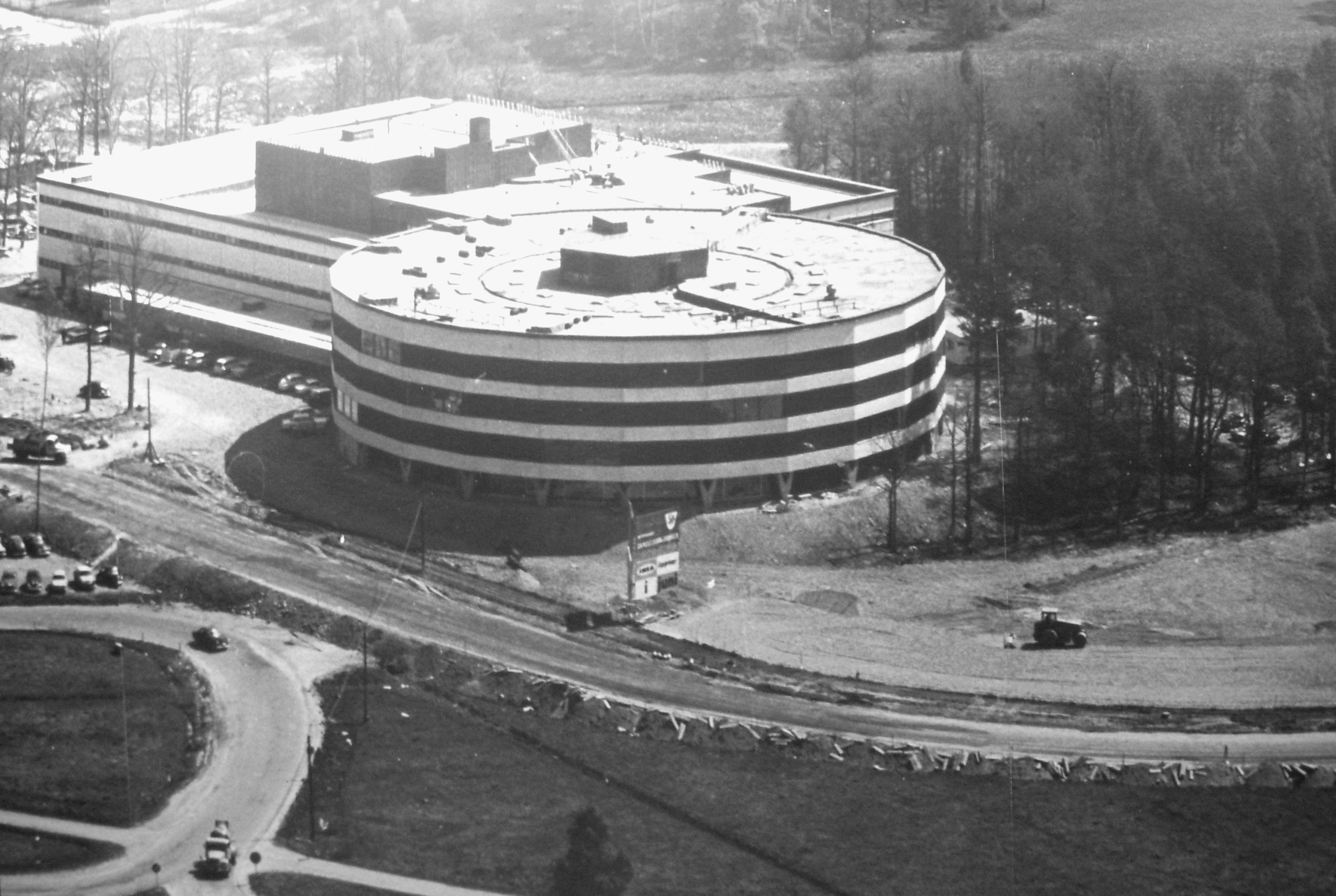
1964.
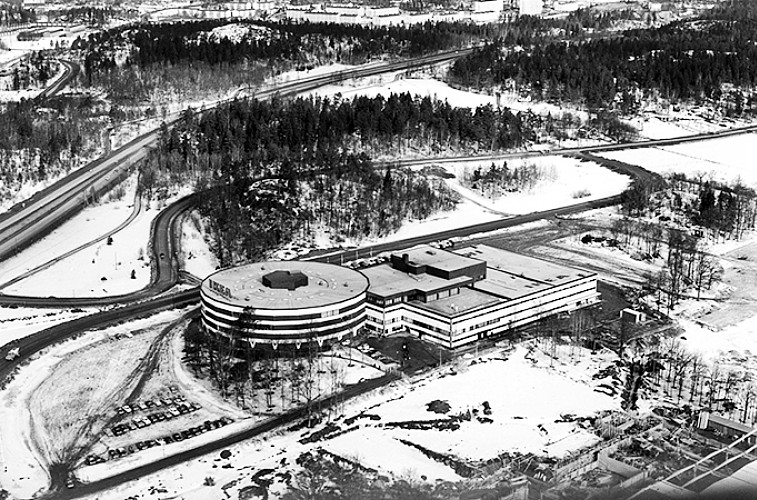
1965.
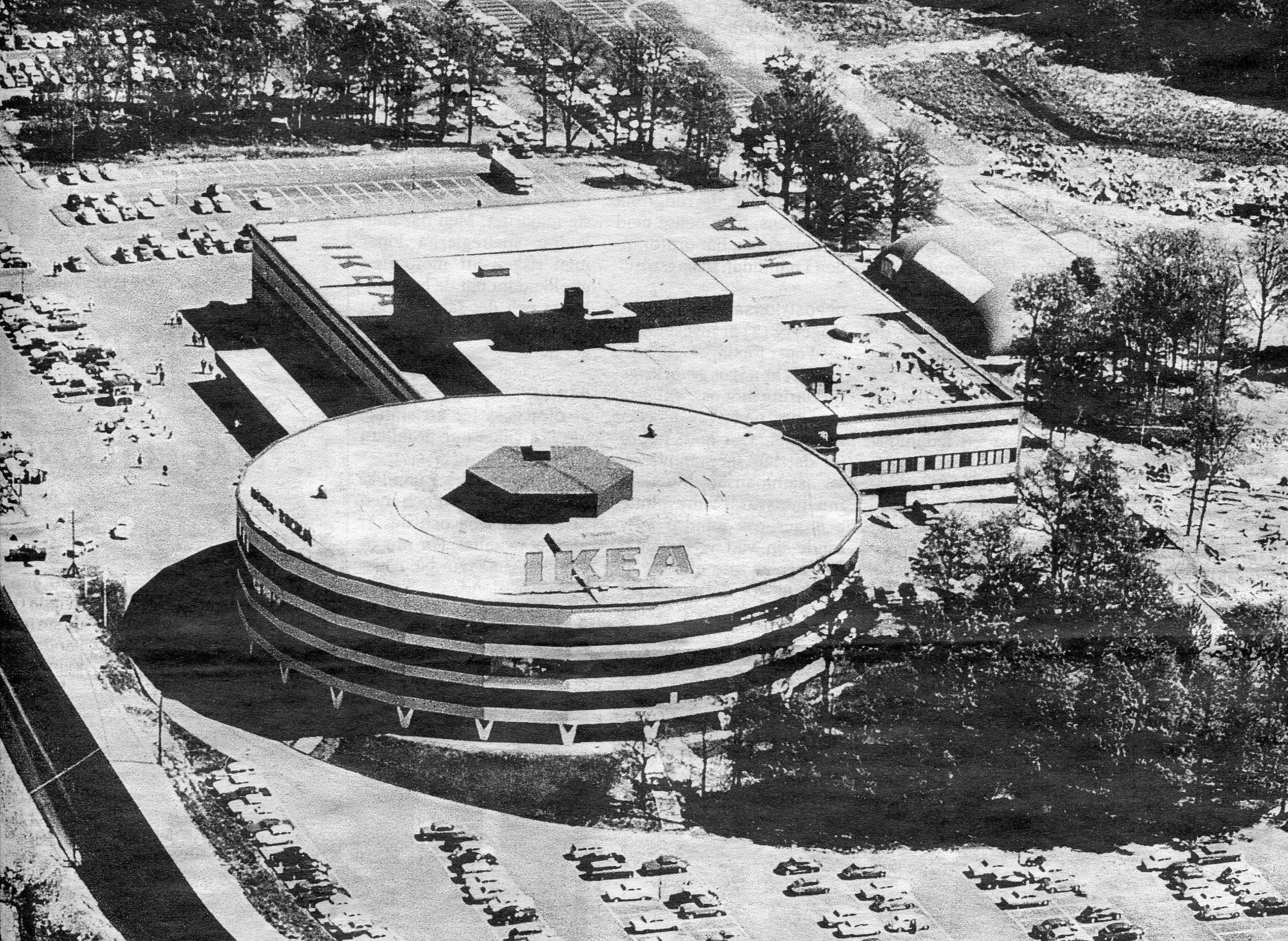
1966.
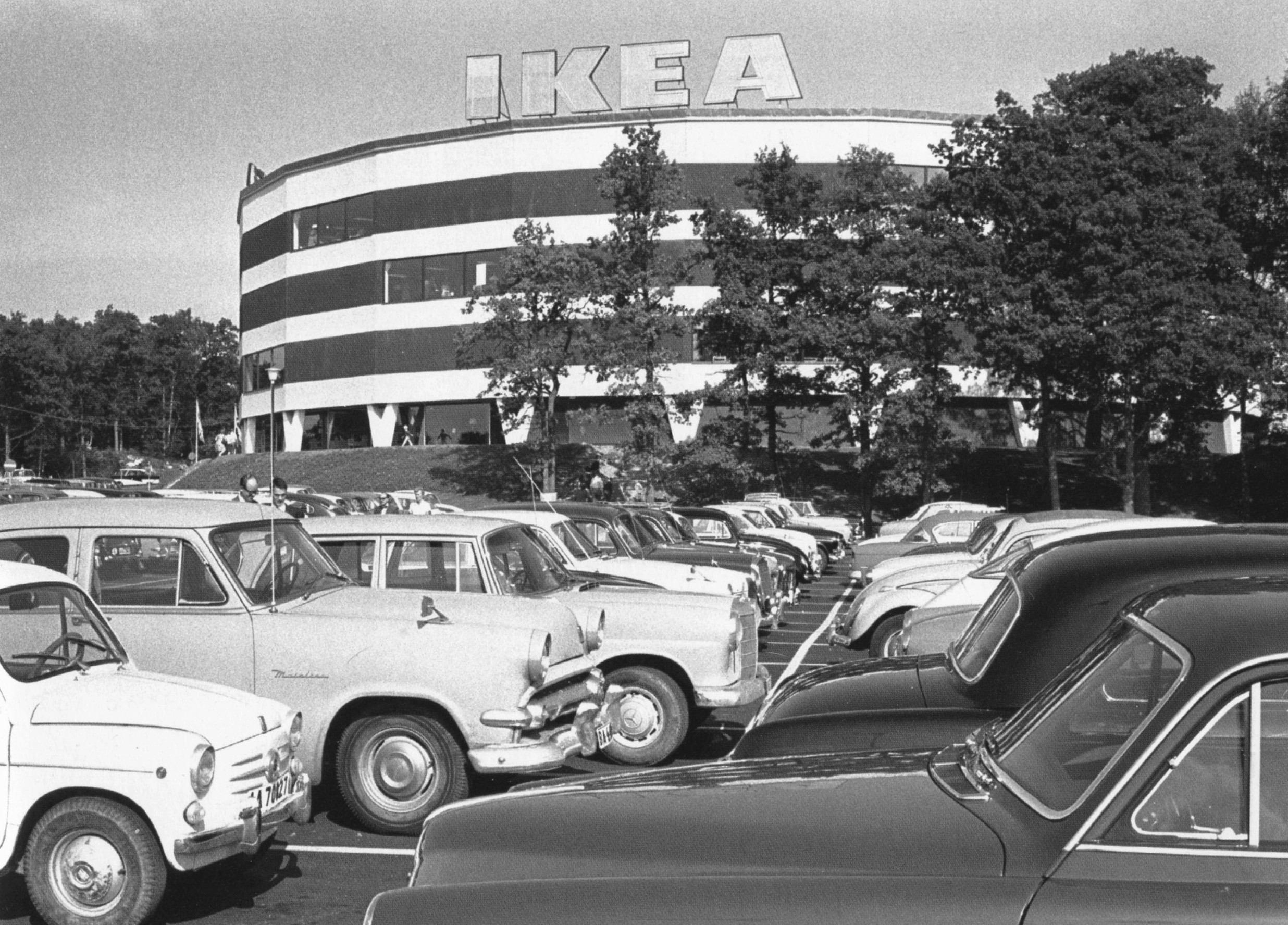
1966.

## Branden
Den 5 september 1970 brann huset vid Kungens kurva. Brandorsaken var ett elektriskt fel i en av Ikeas stora reklamskyltar. Det fanns två olika skyltar; "Möbel-IKEA" mot norr och "IKEA" mot söder och motorvägen. Ledningen hade inte kunnat bestämma sig, så båda varianter sattes upp. Och det var just i en av skyltarna som branden uppstod. Brandrean några veckor senare fick cirka 8 000 människor att köa för att köpa de i pris kraftigt reducerade varorna. Några hade övernattat i tält. Köerna på motorvägen var halvmilslånga och möbellagret tömdes snabbt. I mars 1971 öppnade Ikea igen. Trygg-Hansa utbetalade en ersättning av 23 miljoner kronor, vilket var den dittills största försäkringsskadan i Sverige.

## Expansion
I början av 2000-talet genomfördes en stor till- och ombyggnad av möbelhuset. Den ursprungliga runda huvudbyggnaden med sina fasader av betongelement bibehölls och finns fortfarande kvar, medan övriga fasader kläddes i blå korrugerad plåt med gul text som numera är Ikea-standard. 
Huvudentrén flyttades från norra till södra sidan och parkeringsplatserna utökades. Med sina 55 000 m² totalyta och 8 000 m² möbelutställning var det vid nyöppnandet i mars 2002 världens största Ikea-varuhus. 

### Bilder

Exteriör
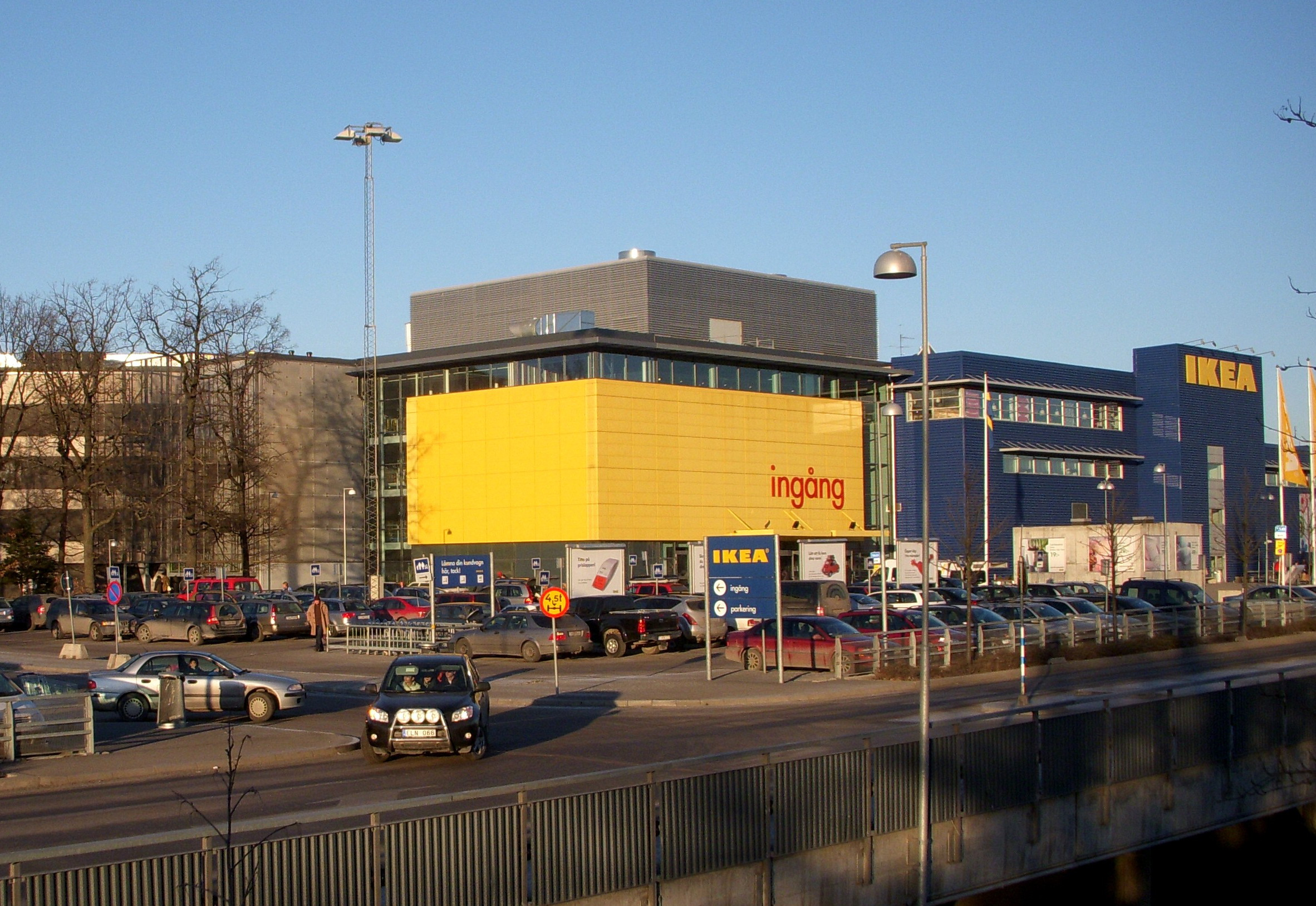
Tillbyggnaden mot sydost 2009.
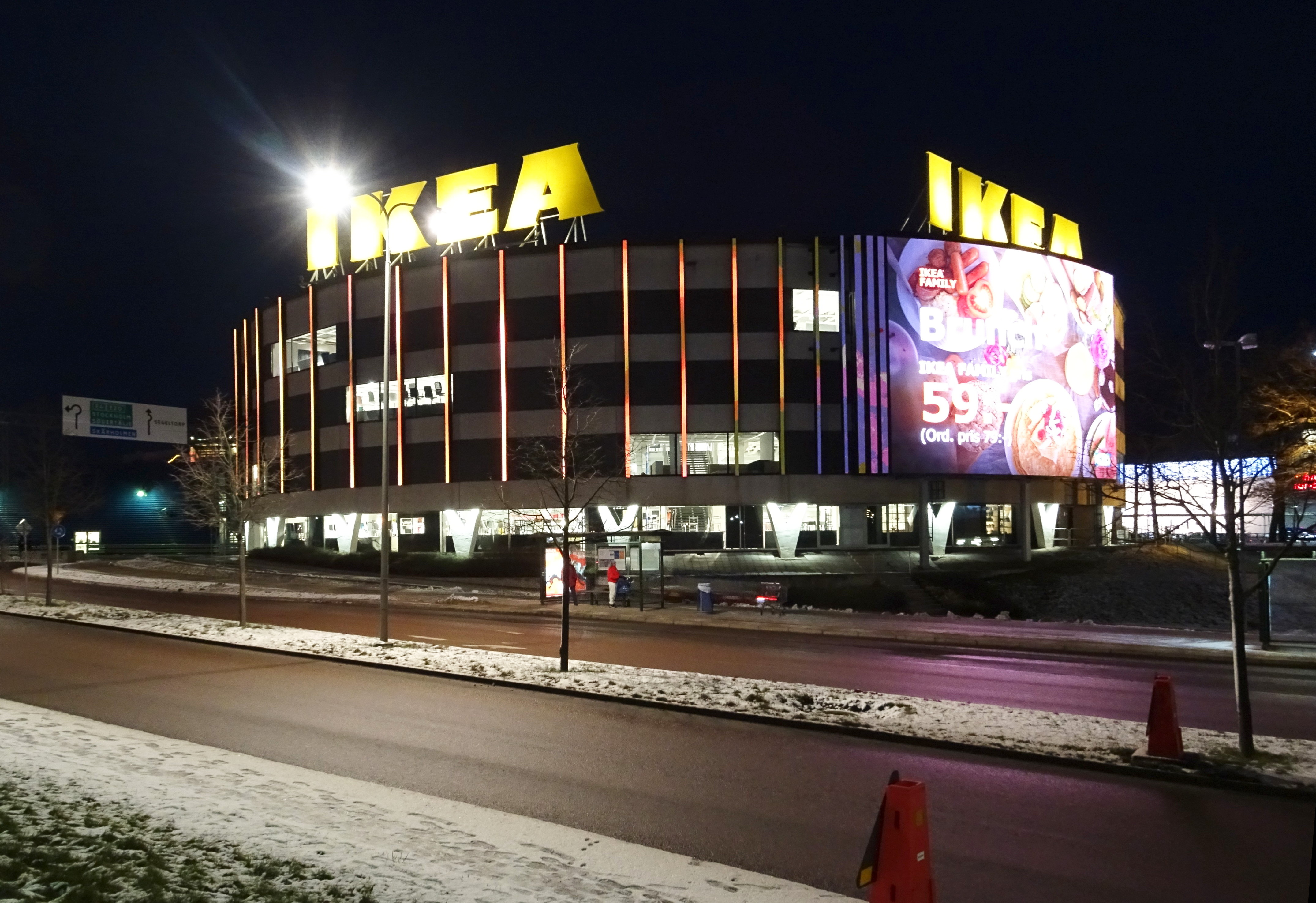
Huvudbyggnaden på kvällen 2019.
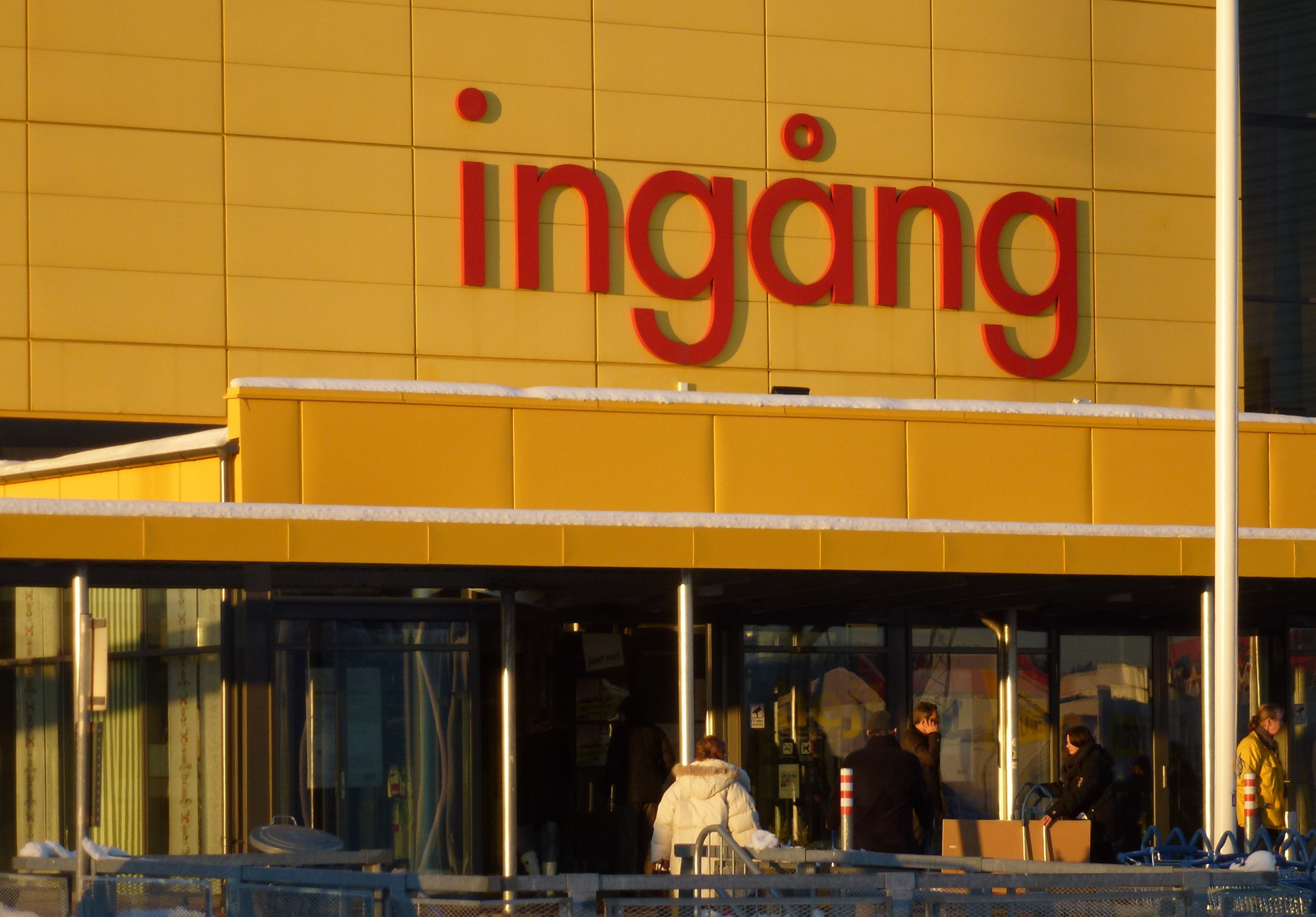
Huvudentrén 2013.
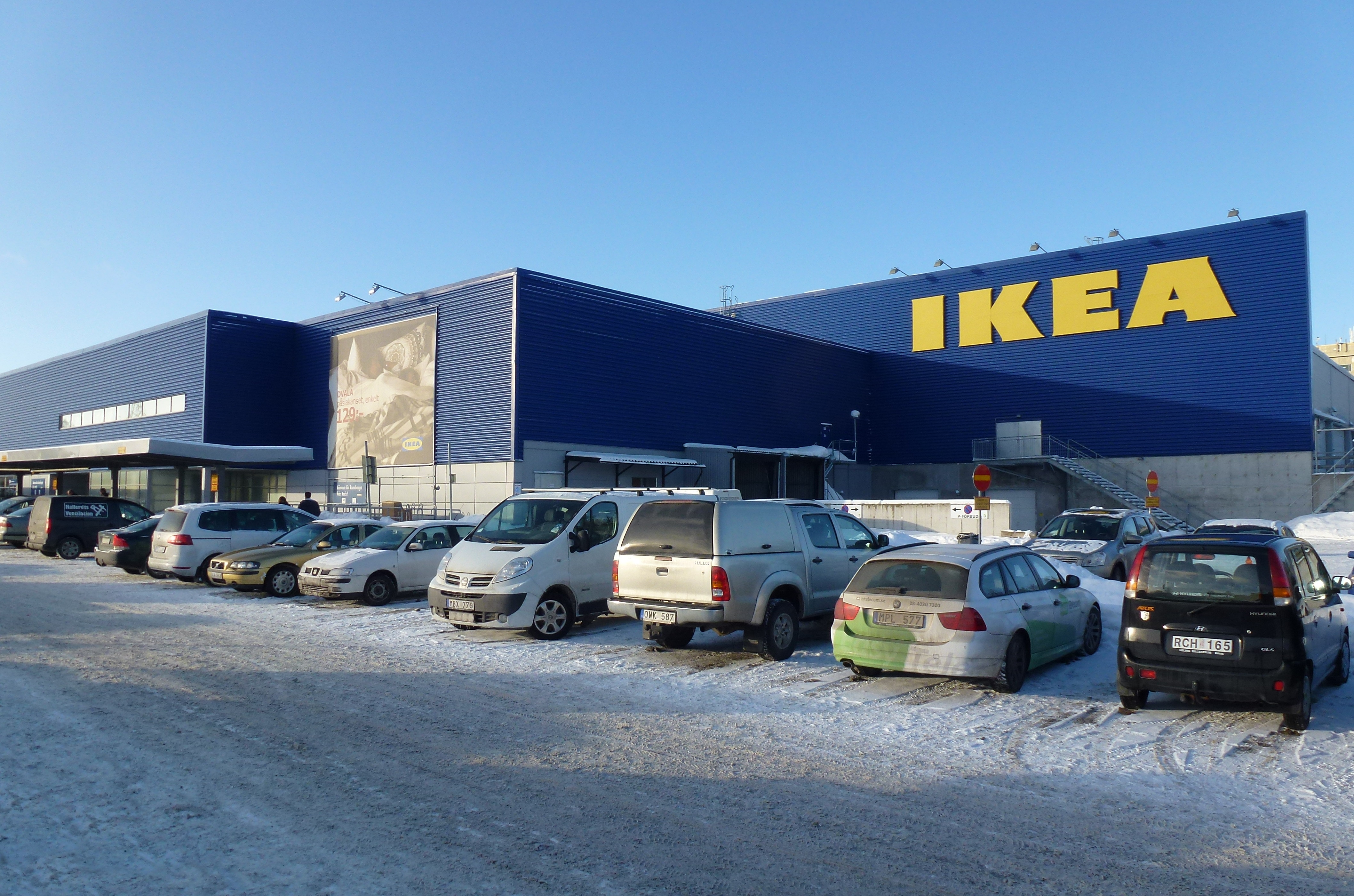
Fasaden mot syd 2013.

Interiör
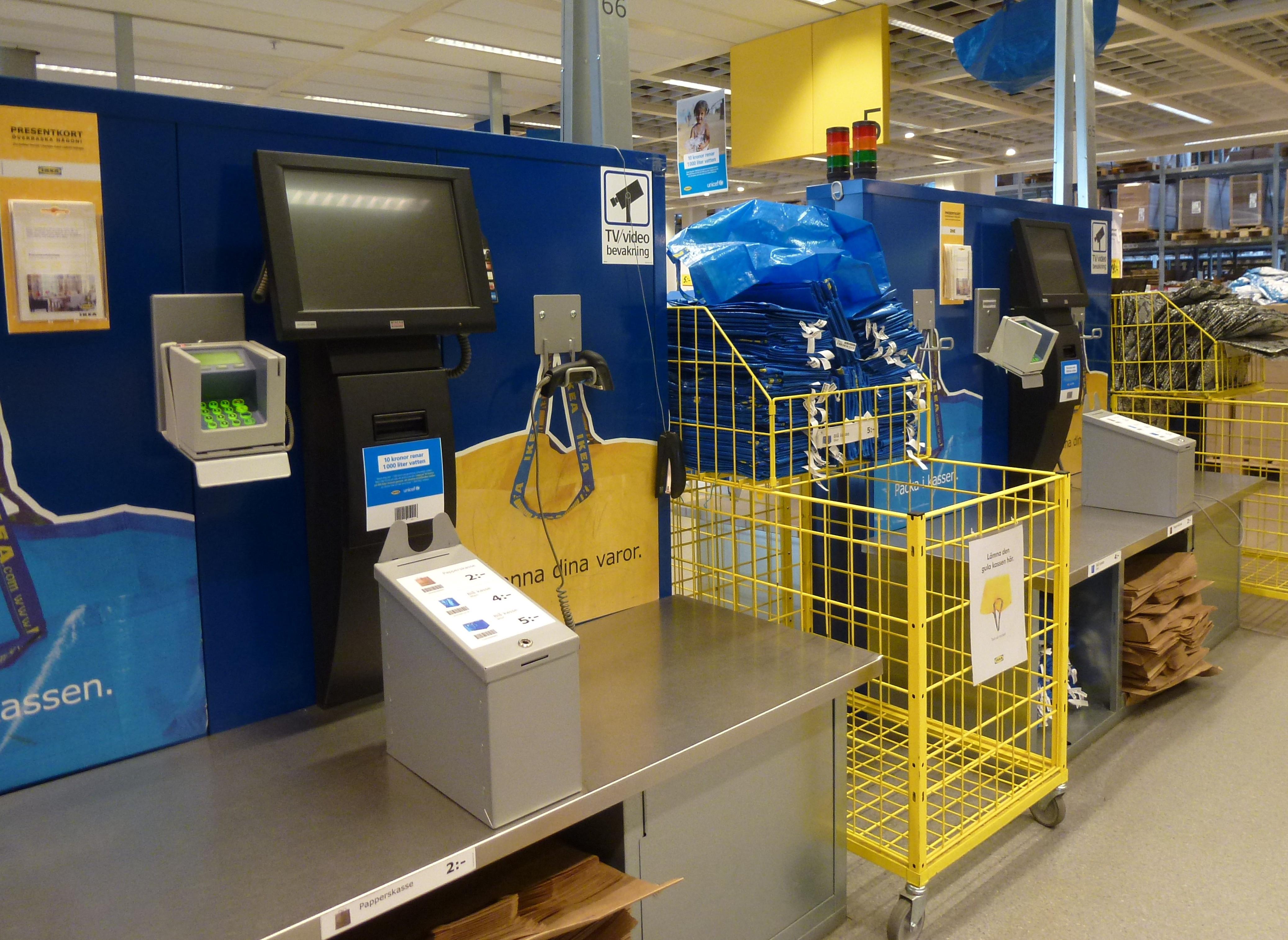
Självscan-kassa 2015.
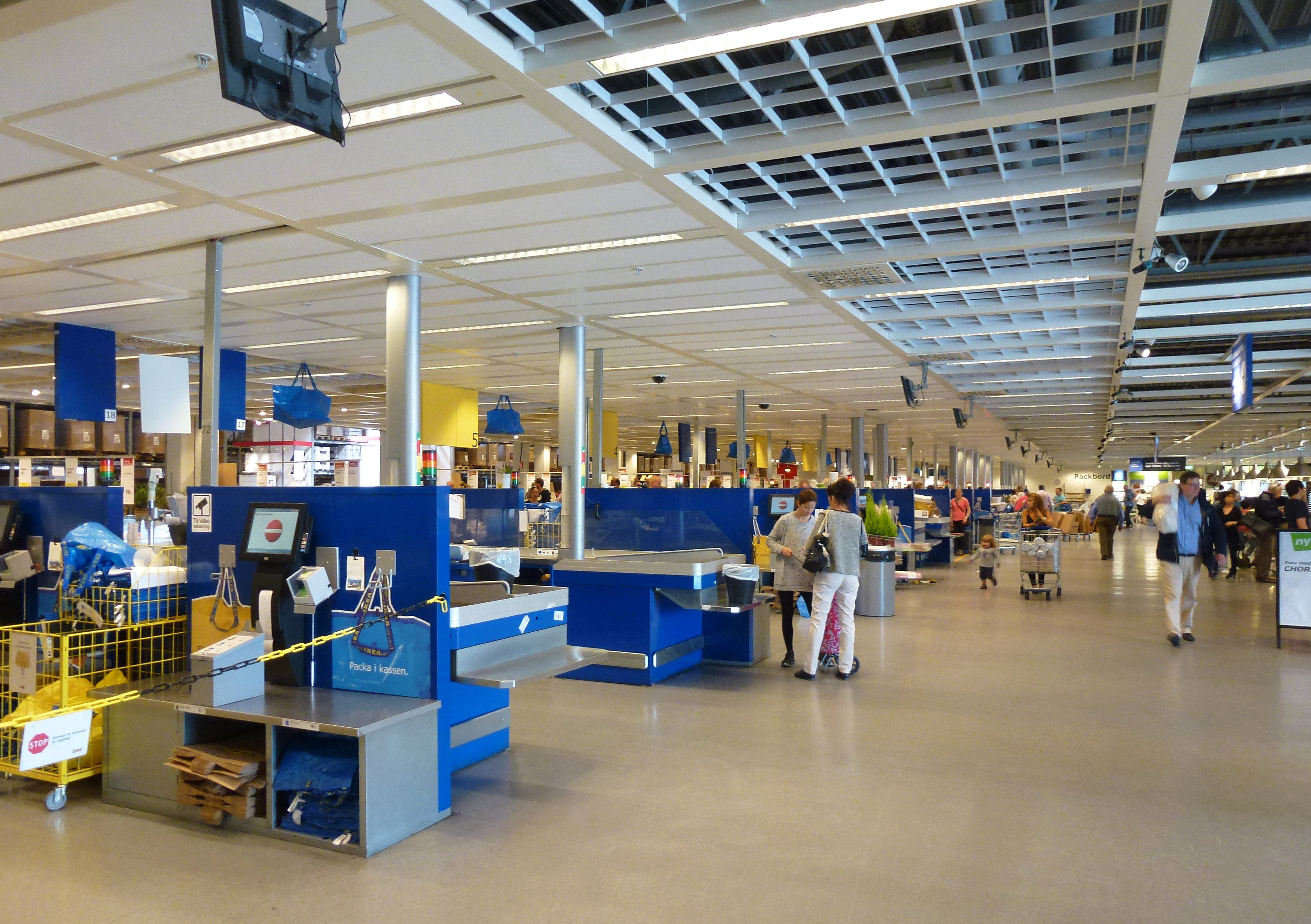
Kassaområdet 2014.
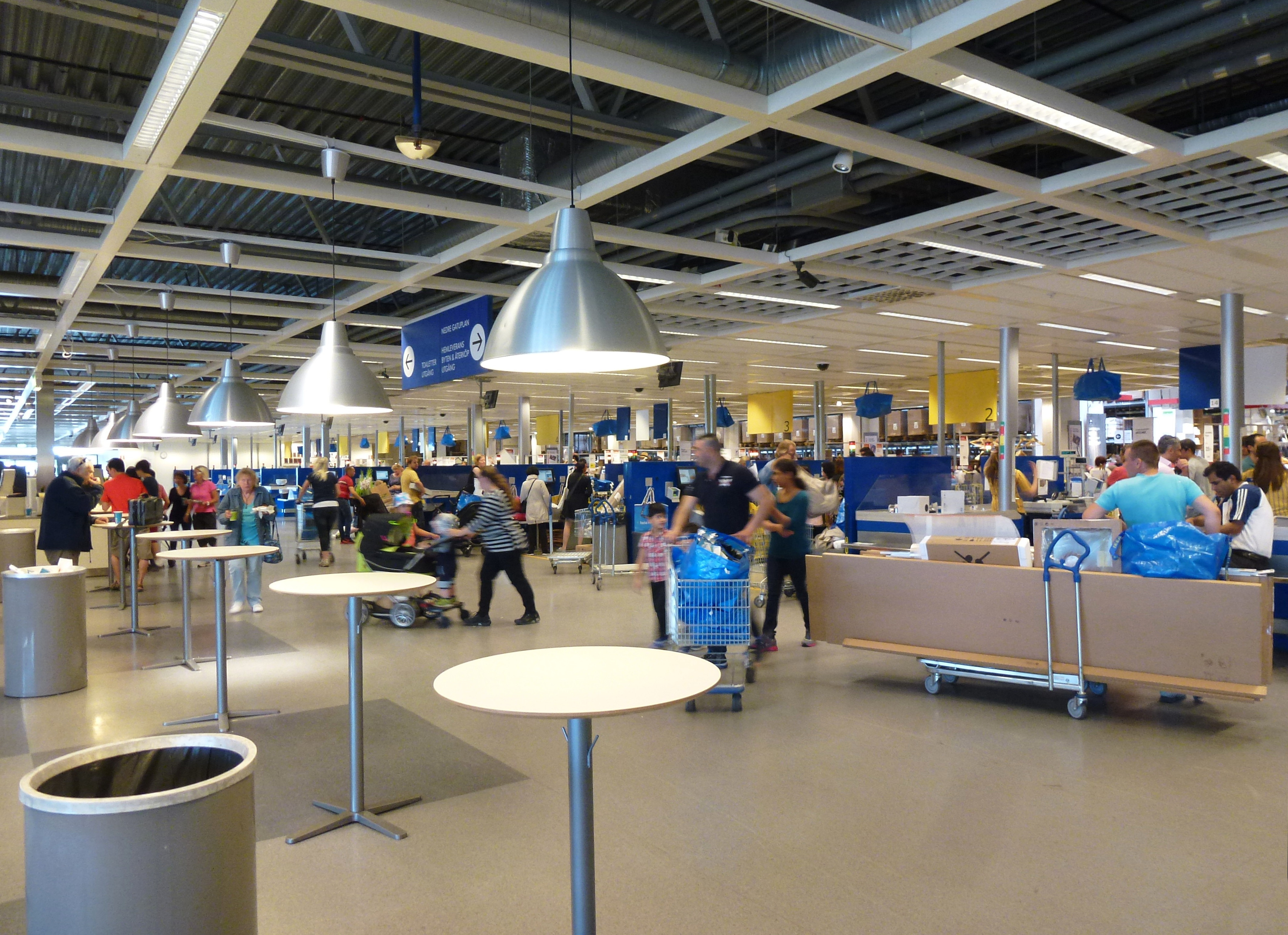
Kassaområdet 2014.
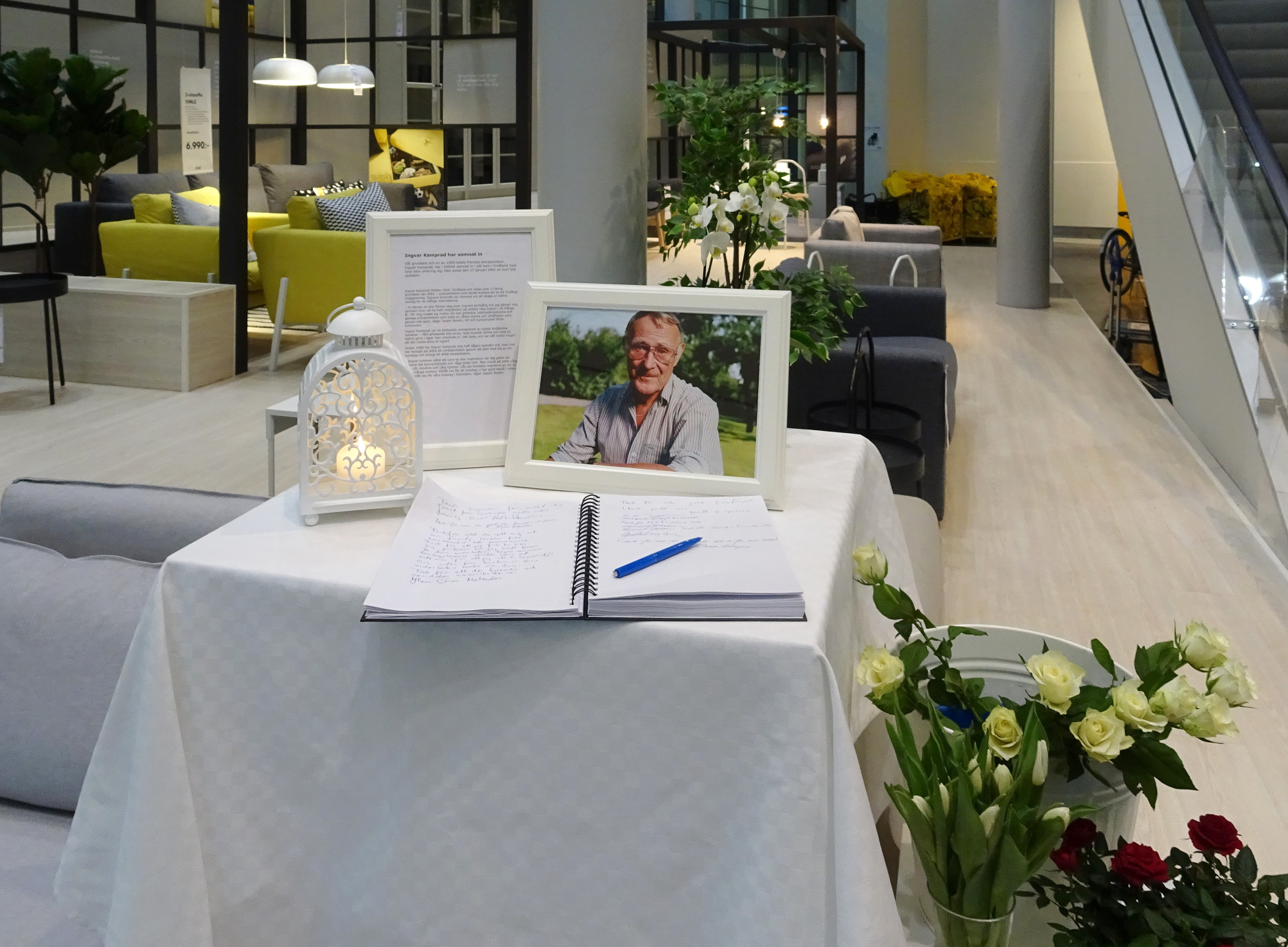
Kondoleansbok med anledning av Ingvar Kamprads död 2018.

## Kungens Kurva shoppingcenter

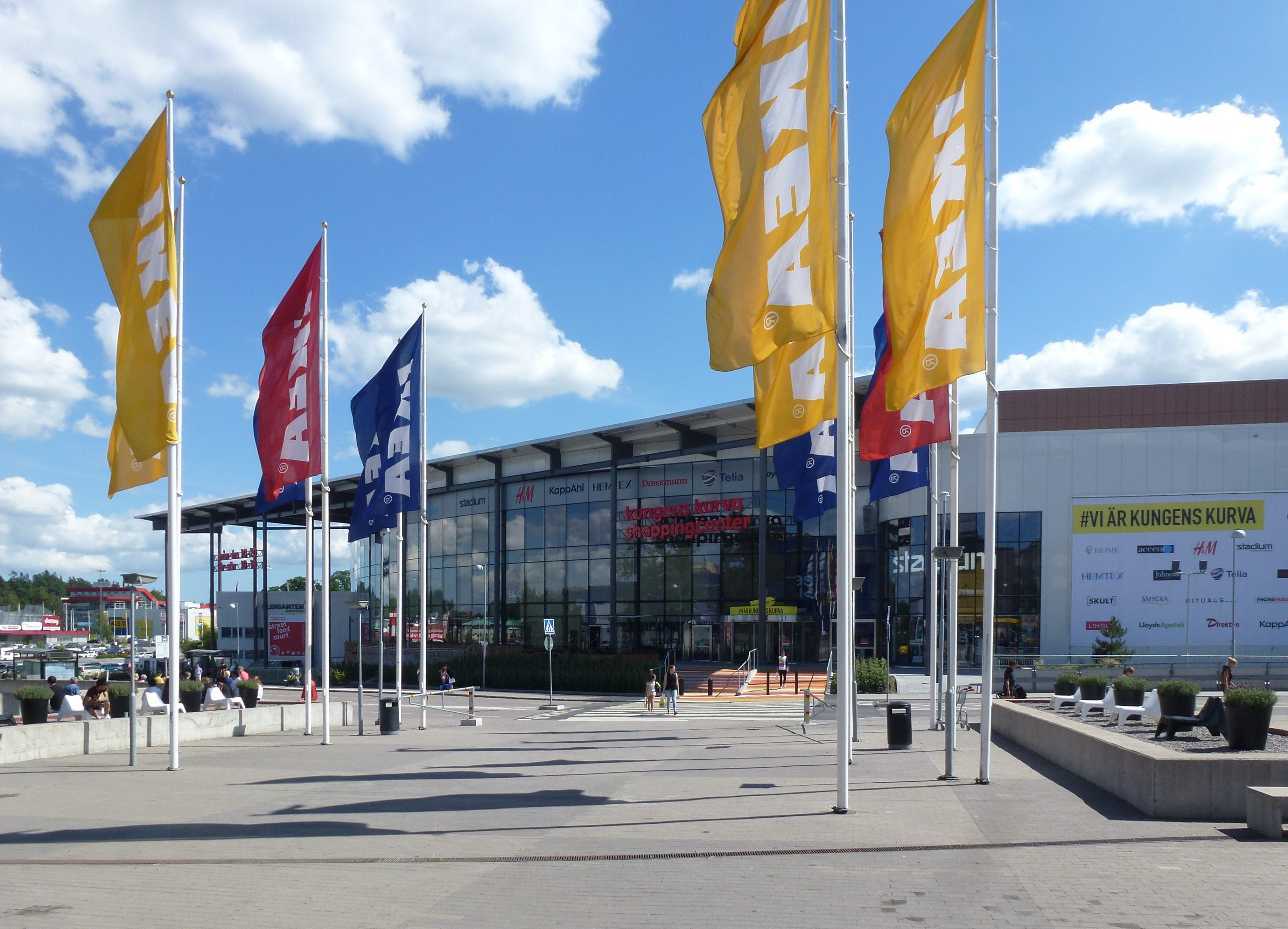
"Kungens Kurva shoppingcenter" 2014.

Ingka Centres äger en tomt omedelbart söder om möbelvaruhuset och planerar där att expandera sin verksamhet. Företaget äger en byggrätt på 80 000 kvadratmeter varav det mesta var tänkt för kontor men företaget har begärt att få använda en större del av ytan till handel istället. I slutet av april 2012 togs första spadtaget till 20 000 kvadratmeter handelsyta för "Kungens Kurva shoppingcenter" som är tänkt att rymma cirka 15 marknadsledande handelskedjor. Invigningen var i januari 2014.

## Nybyggnadsplaner
För närvarande (2018) planerar Ikea att bygga ett nytt varuhus i närheten av det nuvarande. Totalt rör det sig om 97 000 m² lokaler, därav blir 57 000 m² reserverade för handel, som är ungefär lika mycket som i nuvarande huset.

## Ingvar Kamprads Allé
För att hedra Ingvar Kamprad och Ikea Kungens kurvas bidrag till att förvandla Kungens kurva från ett avlägset skogsområde till en regional stadskärna med ett betydande handelsområde beslöt Huddinge kommun i juni 2018 att döpa om en del av Tangentvägen (en av lokalgatorna) till Ingvar Kamprads allé. Allén kommer att sträcker sig söder om Kungens Kurva shoppingcenter mellan Smistavägen och Dialoggatan. Vid Dialoggatan planeras en hållplats för Spårväg Syd och ett nytt torg som kommer att kallas Gustav V:s Torg (stavning med ”v”). Namngivningen skall påminna om hur namnet Kungens Kurva uppstod.

## Källor

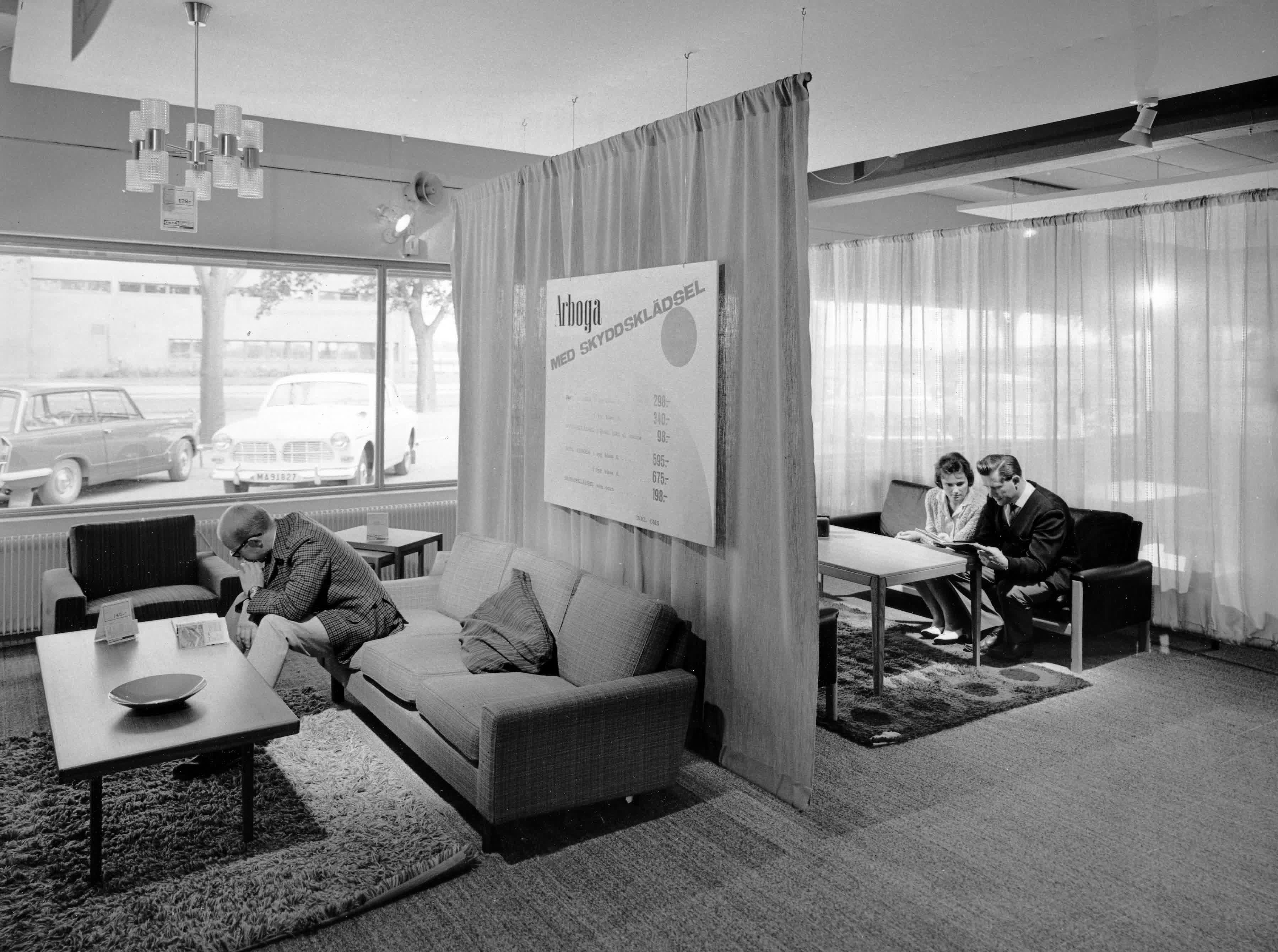
På Ikea Kungens kurvas soffavdelning i slutet av 1960-talet.